# Pleurocera alveare
The rugged hornsnail (Pleurocera alveare)là một loài động vật chân bụng trong họ Pleuroceridae. Nó là loài đặc hữu của Hoa Kỳ.